# David Weller
David Weller   (Portmore, 11 de febrer de 1957) és un exciclista jamaicà que s'especialitzà en les proves en pista, concretament en quilòmetre contrarellotge, prova on va guanyar una bronze als Jocs Olímpics de Moscou.
De moment és l'únic atleta jamaicà en guanyar una medalla olímpica en un esport que no sigui l'atletisme.

## Palmarès
- 1978
  - Medalla d'or als Jocs Centreamericans i del Carib en Velocitat
  - Medalla d'or als Jocs Centreamericans i del Carib en Quilòmetre contrarellotge
- 1980
  -  Medalla de bronze als Jocs Olímpics de Moscou en Quilòmetre contrarellotge